# Ian Fleming
Ian Lancaster Fleming (født 28. maj 1908 i London, død 12. august 1964 i Canterbury) var en engelsk efterretningsagent, forfatter og journalist, som er mest kendt for den fiktive agent James Bond.
Ian Fleming skrev i alt 14 Bond-bøger. Den første, Casino Royale, udkom i 1953. Ian Flemings James Bond blev dog genoptaget af mange andre.

## Baggrund
Fleming havde skotske forældre, Valentine og Evelyn Beatrice Fleming, som var henholdsvis officer og kunstner. Han havde en et år ældre bror Peter.
Sin litterære interesse fik den unge Ian, da han og Peter begyndte på kostskolen Burnford, som var berygtet for sine strenge lærere.[kilde mangler] Han blev efterhånden udstødt både af lærerene og eleverne og svarede igen ved at blive en snob,[kilde mangler] samtidig med at han begravede sig i bøger. Da Ian var ni i 1917, blev hans far dræbt i et tysk granatangreb.
I 1921 begyndte han på Eton, hvor han igen blev kuet af lærerne, især fordi Fleming var en oprørsk student.[kilde mangler] Men han udmærkede sig i flere sportsgrene, og han debuterede som skribent i skolebladet med historien The Ordeal of Caryl St. George.
Fleming prøvede efter skolen forgæves at komme i udenrigstjenesten. I stedet blev han reporter for nyhedsbureauet Reuters i Centraleuropa fra 1931 til 1933. Han blev blandt andet sendt til Moskva for at dække en spionretssag, hvor seks britiske ingeniører sad på anklagebænken. Han viste sig at være en modig og snu reporter, som formåede at få oplysninger og sende dem hjem til London.[kilde mangler]
I 1933 begyndte han at arbejde i en bank med håb om at blive rig, så han kunne udleve sit behov for luksus og farefulde fritidsaktiviteter.[kilde mangler] Men i 1939 tog han måske inspireret af broren, der var blevet en berømt rejsebogsforfatter, tilbage til Sovjetunionen som reporter. Ved siden af arbejdet som reporter sendte han oplysninger om det sovjetiske militær til Udenrigsdepartementet på eget initiativ.
Da den anden verdenskrig brød ud, blev Fleming indrulleret i Royal Navys efterretningstjeneste. Han blev personlig assistent for admiral John Godfrey og blev senere udnævnt til kommandør. Han ledte en række missioner fra sin base i London bl.a. for at forhindre, at tyskerne ødelagde deres arkiver, efterhånden som de trak sig tilbage.
En af Flemings missioner førte ham til Jamaica, hvor han klarede sig så godt, at han i 1950'erne købte en byggegrund og bosatte sig der. Han tegnede selv huset og kaldte det GoldenEye. Det er nu en turistattraktion. Efter krigen arbejdede han som avisreporter, mens han levede det gode liv med sans for fysiske udfoldelser.[kilde mangler] Han havde bl.a. et forhold til Ann Rothermere, som var gift med lord Rothermere. Da hun blev gravid, bestemte de sig for at hun skulle lade sig skille, så hun og Fleming kunne gifte sig. Mens de ventede på skilsmissen, skrev han Casino Royale, den første James Bond-roman.
Den handler om Secret Intelligence Service bedre kendt som MI6 og officeren James Bonds bedrifter. Bond med sit kodenummer, 007 var commander i Royal Naval Reserve. Fleming fik navnet på sin person fra den amerikanske ornitolog, James Bond, ekspert i karibiske fugle og forfatter af den ultimative guidebog, Birds of the West Indies. Fleming var selv en ivrig ornitolog og ejede et eksemplar af Bonds guide. Han fortalte senere ornitologens kone: "Det slog mig, at dette korte, uromantiske og alligevel maskuline anglo-saksiske navn var præcis det, jeg havde brug for, og således blev en anden James Bond født". I et interview fra 1962 i The New Yorker forklarede han videre: "Da jeg skrev den først i 1953, ønskede jeg, at Bond var en ekstremt kedelig, uinteressant mand, for hvem der skete ting; jeg ønskede at han var et stumpt våben ... "da jeg ledte efter et navn til min hovedperson tænkte jeg, ved Gud (James Bond) er det kedeligste navn jeg nogensinde har hørt."

### 1950'erne
Fleming baserede sin person på flere, han i sin tid mødte i Naval Intelligence Division og tilstod, at Bond "var sammensat af alle de hemmelige agenter og kommandotyper jeg mødte under krigen". Blandt dem var hans bror Peter, som han tilbad, og som under krigen havde være involveret i missioner bag fjendens linjer i Norge og Grækenland. Fleming forestillede sig, at Bond lignede komponisten, sangeren og skuespilleren Hoagy Carmichael, selv om andre som forfatteren og historikeren Ben Macintyre påpeger aspekter af Flemings eget udseende i hans beskrivelse af Bond. Generelle henvisninger i romanerne beskriver Bond som en, der ser godt ud på "en mørk og ondskabsfuld måde".
I slutningen af 50'erne mødte Fleming producenten Kevin McClory og manuskriptforfatteren Jack Wittingham. De tre skrev manuskriptet til en film. Projektet blev ikke til noget, og to år senere, i 1961, skrev Fleming bogen Thunderball. McClory og Wittingham sagsøgte Fleming, da de var af den opfattelse, at bogen i for høj grad var baseret på manuskriptet, de tre havde skrevet, uden at Fleming havde krediteret dem. McClory vandt retssagen, og nu skulle der på hver kopi af Thunderball stå: "baseret på et filmmanuskript af Kevin McClory, Jack Wittingham og Ian Fleming." Inden havde Fleming solgt filmrettighederne til producenterne Harry Saltzman og Albert R. Broccoli. Og i 1962 havde Dr. No premiere. Hans ven og partner Peter Garnham fortalte, at lige efter premieren tog Fleming på bar, indtog flere drinks og udtalte sig om filmen: Dreadful. Simply dreadful. Fleming tog så til Istanbul for at følge filmatiseringen af From Russia With Love. Der går rygter om, at han har en lille rolle i filmen. Han fik også lov til at være med til indspilningen af Goldfinger, men nåede ikke at se den før han døde.
Selv efter ægteskabet fortsatte Fleming sit jetset-liv. Han skrev ca. en Bond-bog om året, og nød godt af den succes de efterhånden havde. Han fik også sikret sig filmatiseringerne af Casino Royale, Dr. No og From Russia With Love. Indimellem fik han udgivet to dokumentarbøger, Thrilling Cities og The Diamond Smugglers med reportager fra The Sunday Times, samt børnebogen Chitty Chitty Bang Bang.
Flemings liv er blevet filmatiseret tre gange: I 1989 kom filmen GoldenEye, instrueret af Don Boyd og med Charles Dance som Fleming. I 1990 kom Spymaker, The Secret Life of Ian Fleming med Jason Connery, som Fleming og Ferdinand Fairfax i instruktørstolen. Og i 2005 kom Ian Fleming: Bondmaker, et dokudrama som blev vist første gang på BBC i august.

## Død
Fleming levede usundt og døde af et hjerteanfald den 12. august 1964 i Canterbury i Kent i England. Ian Fleming blev 56 år og er begravet på kirkegården i Sevenhampton ved Swindon. Ian Flemings kone, Ann Geraldine Mary Fleming (1913-1981), og søn, Caspar Robert Fleming, (1952-1975) ligger begravet samme sted. Caspar Fleming begik selvmord i 1975 med en overdosis af stoffer.

### James Bond
Følgende James Bond-bøger er blevet skrevet af Ian Fleming:
- Casino Royale (1953)
- Live and Let Die (1954)
- Moonraker (1955)
- Diamonds Are Forever (1956)
- From Russia with Love (1957)
- Dr. No (1958)
- Goldfinger (1959)
- For Your Eyes Only (Novellesamling) (1960)
- Thunderball (1961)
- The Spy Who Loved Me (1962)
- On Her Majesty's Secret Service (1963)
- You Only Live Twice (1964)
- The Man with the Golden Gun (1965)
- Octopussy and The Living Daylights (Novellesamling) (1966)

De sidste to bøger blev udgivet efter Ian Flemings død.

### Andre værker
- The Diamond Smugglers, 1957
- Thrilling Cities, 1963
- Chitty Chitty Bang Bang, 1964

## Trivia
Hans nevø, Rory Fleming, blev den 13. oktober 2001 gift med danske Caroline Fleming. De blev skilt igen i 2008 men skilsmissen gik først i gennem i 2011.